# Frank Möller (Leichtathlet)
Frank Möller (* 16. Februar 1960 in Hohen Neuendorf) ist ein ehemaliger DDR-Leichtathlet und aktiver Trainer.
Er betrieb in den Jahren von 1978 bis 1988 Leistungssport in den Sprintdisziplinen (100 bis 400 Meter). Die größten Erfolge waren der vierte Platz bei den Olympischen Spielen 1988 in Seoul (4-mal-400-Meter-Staffel) mit der DDR-Staffel und der noch heute existente deutsche Rekord in dieser Disziplin. Seit 1988 arbeitet er erfolgreich als Trainer im Sprintbereich in Potsdam und zum Teil für den DLV. Bekannteste Schützlinge seiner Trainerlaufbahn mit internationalen Erfolgen sind Sven Göhler (110 Meter Hürden) Claudia Grunwald (400 Meter), sowie der Potsdamer Jean Paul Bredau (400 Meter). Ebenso im Bobsport verzeichnete er internationale Erfolge, wie z. B. den Olympiasieg von Carsten Embach im Viererbob.